# 根元俊一
根元 俊一（ねもと しゅんいち、1983年7月8日 - ）は、東京都西多摩郡瑞穂町出身の元プロ野球選手（内野手）。右投左打。現在は千葉ロッテマリーンズの一軍内野守備兼走塁コーチ。

## 経歴

### プロ入り前
中学時代の根元は、今後の進路について「都立高校に進学して野球は遊び感覚でやれればいいかな」と考えていたが、別の選手を見に来ていた花咲徳栄高校の岩井隆（当時はコーチ）の目に留まり、同校に進学した。
花咲徳栄高校進学後は、当初周りのレベルの高さに愕然としていたものの、3年時には主将としてチームを牽引し、第83回全国高等学校野球選手権大会に出場。生徒会長も務めた。
大学は東北福祉大学へ進学。1学年先輩に塩川達也がいる。1年時から遊撃手の控えとして出場を重ねると、3年時からは二塁手のレギュラーに定着。春には全試合に1番で出場し、打率.350を記録すると、第53回大学野球選手権でも1番打者として活躍し、チーム2度目の日本一に大きく貢献した。6月16日の決勝戦では日本大学の先発・那須野巧から3打数1安打という成績を残している。4年春は全試合に「3番・二塁手」として出場。打率.512、15打点で最高打率賞、最多打点賞を獲得し、最優秀選手にも選ばれた。秋には、リーグ史上3人目となるサイクル安打を記録するなど活躍し、2季連続で最高打率賞と最優秀選手を受賞した。
2005年11月18日に行われた大学生・社会人ドラフトでは、千葉ロッテマリーンズから3巡目指名を受け、入団した。背番号は32。

### ロッテ時代
2006年は、5月10日に初めて一軍に昇格し、翌11日に代走でプロ初出場。同12日には「9番・二塁手」で初めてスタメン出場を果たし、無安打だったが、同13日には休養の西岡剛に代わり「1番・遊撃手」で先発出場。この日も4打数無安打だったが、10回裏二死二塁の場面でプロ初安打よりも先にプロ初敬遠を記録した（試合は福浦和也がサヨナラ安打を放ち勝利）。翌14日には、黒田博樹からプロ初安打を放った。しかし、昇格から約1か月後には二軍落ちとなった。最終的には31試合の出場で打率.167に終わり、三振率は4割を超えた。それでも、二軍では打率.343でイースタン・リーグ首位打者を獲得し、リーグ1位となる24二塁打を記録。また、11盗塁を決めたが盗塁失敗は12回も記録した。5月25日の阪神タイガース戦で、3-2と1点リードの9回表無死三塁のピンチで、4番・金本知憲のセンター前に抜けるような当たりを前進守備ながらもダイビングキャッチで好捕し、一塁に送球する前にずれた帽子を一瞬で直すという新人離れの余裕を見せた（根元自身は無意識だったと話している）。このプレーが相手に傾きかけた流れを阻み、試合に勝利した（このプレーは好プレーなどプロ野球の好珍プレー番組で何度か紹介された）。5月27日の対巨人戦では代走から途中出場し、10回表無死一塁で打席についた。ここで、ボビー・バレンタイン監督からバスターエンドランを指示されると、福田聡志が低めに投じたストレートをセンター前に弾き返し、直後の福浦の決勝適時打を呼び込んだ。
2007年は3月24日の北海道日本ハムファイターズとの開幕戦に、「9番・二塁手」として先発出場。自身初の開幕戦先発出場を果たした。6月19日の巨人戦ではプロ初本塁打を放つなど、打率.266とまずまずの成績を残していたものの、二塁のレギュラーには青野毅が定着し、青野の離脱後はホセ・オーティズが二塁のレギュラーとなったため、怪我の影響もありこの年も一軍定着はならなかった。最終成績は、34試合の出場で、打率.266、1本塁打であった。二軍では規定打席には到達しなかったが、打率.383と引き続き高打率を記録した。
2008年は、春先から好調を維持。4月13日の日本ハム戦では、10回裏に武田久からプロ入り初のサヨナラ安打を放ち、7回裏に同点打を放っていた同期入団の細谷圭と共にヒーローインタビューを受けた。7月11日の対東北楽天ゴールデンイーグルス戦では、球団新記録となるチームシーズン4本目のランニング本塁打を放ち、こちらも球団新記録となる高卒ルーキー5勝目を挙げた唐川侑己と共にヒーローインタビューを受けた。この年は主に二塁手として出場を続け、7月には規定打席未達ながら一時打率が.340を超える活躍を見せたが、8月は打率.091と不調に陥った。さらに、9月14日の試合前、バント練習中に打球を顔に当て、頬骨骨折で離脱した。そのため、規定打席到達はならず、打率も.296と、惜しくも3割を下回った。それでも、自己最多の110試合に出場し、3本塁打、29打点、出塁率.369の成績を残した。なお、この年から2010年まで姓が同じ読みの根本朋久が在籍したため、「ねもとしゅんいち」とアナウンスされている（スコアボード表記は「根元」のまま。千葉マリンスタジアムでのベンチ入りメンバー紹介の時だけ「根元俊」と表記。ちなみに根本朋久は「根本朋」と表示される）。
2009年は、メジャーリーグから帰国した井口資仁が加入した影響で出場機会が激減。井口や西岡の負傷離脱時も結果を残すことが出来ず、最終的に30試合の出場で打率.174、0本塁打、2打点に終わり、西岡離脱の穴を埋めた早坂圭介やこの年初めて3割を記録した塀内久雄に多少遅れをとってしまった。守備面でもイップスを発症し安定した送球ができなくなり、克服のための苦難が始まった。
2010年は、1月10日に一般女性と結婚した。シーズンでは、二遊間のレギュラーを井口と西岡が担ったため出場機会が少なく、先発出場は4試合にとどまった。最終的に53試合の出場で、打率.196、1本塁打、6打点の成績を残した。
2011年は、西岡がミネソタ・ツインズに移籍したため、荻野貴司が遊撃手のレギュラーとなっていたが、5月に荻野が怪我で離脱すると出場機会が増加。8月21日の埼玉西武ライオンズ戦では、牧田和久から自身3年ぶりのサヨナラ安打を放った。最終的に68試合で打率.228、2本塁打、11打点の成績を残した。この年は、荻野離脱後は高口隆行や髙濱卓也、渡辺正人ら、根元を含む計7人が遊撃手を務めたため、レギュラーを獲得したとは言えなかった。
- 2011年8月21日vs西武戦(QVCマリン)
- 2011年8月21日ヒーローインタビュー

2012年は、打撃フォームを一から見直し、「足の上げ方やトップの作り方を気持ち早くした」。その結果、オープン戦では2位となる打率.390と好成績を残すと、3月30日の東北楽天ゴールデンイーグルスとの開幕戦では、「2番・遊撃手」として5年ぶり2度目の開幕戦先発出場を果たし、6回には2点適時打を放って、チーム8年ぶりの開幕戦勝利に貢献した。6月17日には、自身初の1試合4安打を記録するなど、打撃でもアピールを続け、前年8人が先発出場した遊撃手の定位置を確保した。8月1日に、スライディングした際に左膝を負傷し、同11日まで離脱した期間はあったものの、それ以外の期間のほぼ全てとなる133試合に出場。打率.279、9本塁打、41打点の成績を残し、自身初の規定打席到達も果たした。また、40犠打は小谷野栄一と並びリーグトップタイであった。チーム内では本塁打数が多いことから、シーズン終盤には3番打者として起用されることもあった。シーズンオフには、背番号を2に変更した。
2013年は、3月29日のオリックス・バファローズとの開幕戦に「1番・遊撃手」で、2年連続の開幕先発出場を果たした。その後も遊撃手として出場を続けたが、鈴木大地の台頭により、4月下旬より二塁手にコンバートされた（二塁手であった井口は一塁手にコンバートされた）。7月25日まで全84試合に出場し続けていたが、同26日に左太もも裏痛で離脱。それでも8月20日に復帰すると、9月1日の日本ハム戦では、首位楽天のマジックを消すサヨナラ適時打を放つなど、優勝争い中のチームを支え、チームは優勝を逃したものの、3年ぶりとなるクライマックスシリーズ進出に貢献した。クライマックスシリーズでは、全試合「1番・二塁手」として出場し、ファーストステージでは打率.231、ファイナルステージでは打率.313の成績を残したたが、チームはファイナルステージで敗退した。
2014年は、3月28日のソフトバンクとの開幕戦に「2番・二塁手」として、開幕戦先発出場を果たした。しかし、開幕から16打席連続で無安打に終わると、その後は鈴木と新外国人のルイス・クルーズとの二遊間のポジション争いに負け、後半戦になるにつれ出場機会が減少し、一軍と二軍の行き来を繰り返した。シーズン途中からは一塁手にも挑戦したが、最終的に78試合の出場で、打率.197、2本塁打、21打点の成績を残した。
2015年は、3月27日のソフトバンクとの開幕戦に「7番・指名打者」として、4年連続となる開幕先発出場を果たした。この年は、前年同様、クルーズと鈴木が二遊間を務めたため、二塁手としての出場は1試合に終わり、一塁手や指名打者としての出場が主となった。最終的に62試合の出場で、打率.245、2本塁打、15打点の成績を残した。
2016年は、開幕を二軍で迎えたが、4月24日に初昇格。昇格直後は固め打ちを見せたが、その勢いを持続させることはできず、5月20日には登録抹消となった。再昇格後は外野も守るなど出場機会を模索したが、最終的に48試合の出場で打率.215、2本塁打、12打点の成績を残した。5月1日には国内FA権を取得したが、行使せずに残留した。
2017年は、5月14日に初昇格すると、同19日の楽天戦では、チームの連敗を8で、連続一桁安打試合を18で止めるサヨナラ打を放った。この年も昇格直後は調子が良かったが、すぐに勢いを無くし、6月17日に登録抹消となった。8月3日に井上晴哉の離脱に伴い再昇格し、同7日には、海外FA権を取得した。しかし、同24日に再び登録抹消され、その後は一軍に上がることなくシーズンを終えた。最終的に40試合に出場し、打率.220、1本塁打、9打点の成績を残した。シーズンオフには、右肘関節鏡視下手術を受けた。
2018年は、3年ぶりに開幕を一軍で迎えた。主に代打や代走として出場していたが、5月11日に登録抹消となった。その後、7月24日に再昇格すると、8月19日の楽天戦では、7回裏終了時点で0-6から、9回表に勝ち越し適時打を放ち、チームの逆転勝利に貢献した。しかし、その後は思うような結果を残せず、27試合で打率.205、0本塁打、3打点に留まり、9月27日に現役引退を表明した。引退会見では、印象に残っていることについて、前述の8月19日での勝ち越し適時打を挙げた。10月7日のソフトバンク戦では引退試合が行われ、「7番・左翼手」として先発出場。フル出場し4打数無安打で、最後の打席は二ゴロであった。試合後には引退セレモニーが行われ、「俺たちとこのチームでいつまでも」と歌う「応援歌が大好きでした」とファンに感謝を述べ、最後はチームメイトから10回胴上げされて現役生活を終えた。

### 引退後
10月16日、2019年よりロッテの一軍内野守備・走塁コーチを務めることが発表された。背番号は70。2020年からは、二軍内野守備・走塁コーチに配置転換された。また、前年に引退した福浦和也がコーチに就任し、背番号が入団当初に着用していた70となったため、背番号が87に変更となった。2022年からは、二軍内野守備兼走塁コーチに役職名が変更となった。2024年より内野守備兼走塁コーチに配置転換された。

## 選手としての特徴・人物
走攻守三拍子揃ったユーティリティープレイヤー。打撃は勝負強く、2012年にはリーグ最多犠打を記録するなど小技も光った。
愛称は「ネモ」。

## 詳細情報

### 年度別打撃成績
| 年 度      | 球 団      | 試 合 | 打 席 | 打 数 | 得 点 | 安 打 | 二 塁 打 | 三 塁 打 | 本 塁 打 | 塁 打 | 打 点 | 盗 塁 | 盗 塁 死 | 犠 打 | 犠 飛 | 四 球 | 敬 遠 | 死 球 | 三 振 | 併 殺 打 | 打 率 | 出 塁 率 | 長 打 率 | O P S |
| ---------- | ---------- | ----- | ----- | ----- | ----- | ----- | -------- | -------- | -------- | ----- | ----- | ----- | -------- | ----- | ----- | ----- | ----- | ----- | ----- | -------- | ----- | -------- | -------- | ----- |
| 2006       | ロッテ     | 31    | 62    | 54    | 8     | 9     | 3        | 0        | 0        | 12    | 1     | 3     | 1        | 1     | 0     | 5     | 1     | 2     | 22    | 0        | .167  | .262     | .222     | .484  |
| 2007       | ロッテ     | 34    | 90    | 79    | 9     | 21    | 3        | 0        | 1        | 27    | 9     | 3     | 0        | 5     | 0     | 4     | 0     | 2     | 24    | 0        | .266  | .318     | .342     | .660  |
| 2008       | ロッテ     | 110   | 360   | 314   | 45    | 93    | 21       | 6        | 3        | 135   | 29    | 9     | 6        | 10    | 0     | 32    | 0     | 4     | 60    | 1        | .296  | .369     | .430     | .799  |
| 2009       | ロッテ     | 30    | 74    | 69    | 3     | 12    | 2        | 1        | 0        | 16    | 2     | 0     | 1        | 1     | 1     | 3     | 0     | 0     | 14    | 1        | .174  | .205     | .232     | .437  |
| 2010       | ロッテ     | 53    | 61    | 51    | 4     | 10    | 2        | 0        | 1        | 15    | 6     | 0     | 0        | 4     | 0     | 5     | 0     | 1     | 19    | 1        | .196  | .281     | .294     | .575  |
| 2011       | ロッテ     | 68    | 167   | 149   | 11    | 34    | 3        | 0        | 2        | 43    | 11    | 0     | 1        | 5     | 0     | 12    | 0     | 1     | 38    | 2        | .228  | .290     | .289     | .579  |
| 2012       | ロッテ     | 133   | 584   | 512   | 58    | 143   | 25       | 4        | 9        | 203   | 41    | 6     | 6        | 40    | 0     | 31    | 0     | 1     | 98    | 7        | .279  | .322     | .396     | .718  |
| 2013       | ロッテ     | 123   | 559   | 485   | 72    | 127   | 20       | 0        | 8        | 171   | 45    | 9     | 1        | 14    | 3     | 52    | 0     | 5     | 85    | 7        | .262  | .338     | .353     | .690  |
| 2014       | ロッテ     | 78    | 224   | 198   | 18    | 39    | 9        | 3        | 2        | 60    | 21    | 1     | 7        | 7     | 3     | 15    | 0     | 1     | 55    | 4        | .197  | .253     | .303     | .556  |
| 2015       | ロッテ     | 62    | 187   | 163   | 19    | 40    | 3        | 5        | 2        | 59    | 15    | 2     | 1        | 3     | 1     | 20    | 0     | 0     | 41    | 0        | .245  | .326     | .362     | .688  |
| 2016       | ロッテ     | 48    | 121   | 107   | 11    | 23    | 2        | 2        | 2        | 35    | 12    | 1     | 0        | 2     | 1     | 10    | 0     | 1     | 30    | 2        | .215  | .286     | .327     | .613  |
| 2017       | ロッテ     | 40    | 118   | 109   | 10    | 24    | 7        | 1        | 1        | 36    | 9     | 1     | 0        | 2     | 0     | 6     | 0     | 1     | 34    | 0        | .220  | .267     | .330     | .598  |
| 2018       | ロッテ     | 28    | 45    | 43    | 5     | 8     | 2        | 0        | 0        | 10    | 3     | 0     | 0        | 1     | 1     | 0     | 0     | 0     | 18    | 0        | .186  | .182     | .233     | .414  |
| 通算：13年 | 通算：13年 | 838   | 2652  | 2333  | 273   | 583   | 102      | 22       | 31       | 822   | 204   | 35    | 24       | 95    | 10    | 195   | 1     | 19    | 538   | 25       | .250  | .312     | .352     | .664  |

- 各年度の太字はリーグ最高

### 年度別守備成績
内野守備
| 年 度 | 球 団  | 一塁  | 一塁  | 一塁  | 一塁  | 一塁  | 一塁     | 二塁  | 二塁  | 二塁  | 二塁  | 二塁  | 二塁     | 三塁  | 三塁  | 三塁  | 三塁  | 三塁  | 三塁     | 遊撃  | 遊撃  | 遊撃  | 遊撃  | 遊撃  | 遊撃     |
| 年 度 | 球 団  | 試 合 | 刺 殺 | 補 殺 | 失 策 | 併 殺 | 守 備 率 | 試 合 | 刺 殺 | 補 殺 | 失 策 | 併 殺 | 守 備 率 | 試 合 | 刺 殺 | 補 殺 | 失 策 | 併 殺 | 守 備 率 | 試 合 | 刺 殺 | 補 殺 | 失 策 | 併 殺 | 守 備 率 |
| ----- | ------ | ----- | ----- | ----- | ----- | ----- | -------- | ----- | ----- | ----- | ----- | ----- | -------- | ----- | ----- | ----- | ----- | ----- | -------- | ----- | ----- | ----- | ----- | ----- | -------- |
| 2006  | ロッテ | -     | -     | -     | -     | -     | -        | 20    | 19    | 28    | 0     | 2     | 1.000    | -     | -     | -     | -     | -     | -        | 11    | 9     | 16    | 2     | 1     | .926     |
| 2007  | ロッテ | -     | -     | -     | -     | -     | -        | 20    | 41    | 60    | 2     | 12    | .981     | 2     | 0     | 0     | 0     | 0     | -        | 7     | 14    | 13    | 0     | 2     | 1.000    |
| 2008  | ロッテ | -     | -     | -     | -     | -     | -        | 85    | 164   | 202   | 6     | 37    | .984     | 2     | 3     | 4     | 0     | 0     | 1.000    | 16    | 18    | 29    | 3     | 9     | .940     |
| 2009  | ロッテ | -     | -     | -     | -     | -     | -        | 13    | 23    | 30    | 1     | 5     | .981     | 8     | 2     | 9     | 1     | 0     | .917     | 8     | 7     | 13    | 1     | 5     | .952     |
| 2010  | ロッテ | -     | -     | -     | -     | -     | -        | 4     | 3     | 4     | 0     | 2     | 1.000    | 7     | 3     | 9     | 1     | 0     | .923     | -     | -     | -     | -     | -     | -        |
| 2011  | ロッテ | -     | -     | -     | -     | -     | -        | 4     | 8     | 10    | 1     | 0     | .947     | 7     | 4     | 16    | 1     | 2     | .952     | 42    | 44    | 94    | 5     | 14    | .965     |
| 2012  | ロッテ | -     | -     | -     | -     | -     | -        | -     | -     | -     | -     | -     | -        | -     | -     | -     | -     | -     | -        | 133   | 194   | 361   | 19    | 70    | .967     |
| 2013  | ロッテ | -     | -     | -     | -     | -     | -        | 101   | 246   | 290   | 4     | 64    | .993     | -     | -     | -     | -     | -     | -        | 22    | 31    | 62    | 5     | 12    | .949     |
| 2014  | ロッテ | 21    | 139   | 11    | 1     | 10    | .993     | 42    | 96    | 86    | 3     | 19    | .984     | -     | -     | -     | -     | -     | -        | -     | -     | -     | -     | -     | -        |
| 2015  | ロッテ | 43    | 263   | 22    | 2     | 18    | .993     | 1     | 0     | 0     | 0     | 0     | .---     | -     | -     | -     | -     | -     | -        | -     | -     | -     | -     | -     | -        |
| 2016  | ロッテ | 35    | 214   | 19    | 1     | 21    | .996     | 2     | 0     | 0     | 0     | 0     | .---     | -     | -     | -     | -     | -     | -        | -     | -     | -     | -     | -     | -        |
| 2017  | ロッテ | 35    | 233   | 18    | 1     | 15    | .996     | -     | -     | -     | -     | -     | -        | -     | -     | -     | -     | -     | -        | -     | -     | -     | -     | -     | -        |
| 2018  | ロッテ | 7     | 11    | 0     | 0     | 0     | 1.000    | -     | -     | -     | -     | -     | -        | -     | -     | -     | -     | -     | -        | -     | -     | -     | -     | -     | -        |
| 通算  | 通算   | 141   | 860   | 70    | 5     | 64    | .995     | 292   | 600   | 710   | 17    | 141   | .987     | 26    | 12    | 38    | 3     | 2     | .943     | 239   | 317   | 588   | 35    | 113   | .963     |

外野守備
| 年 度 | 球 団  | 外野  | 外野  | 外野  | 外野  | 外野  | 外野     |
| 年 度 | 球 団  | 試 合 | 刺 殺 | 補 殺 | 失 策 | 併 殺 | 守 備 率 |
| ----- | ------ | ----- | ----- | ----- | ----- | ----- | -------- |
| 2016  | ロッテ | 5     | 3     | 0     | 0     | 0     | 1.000    |
| 2017  | ロッテ | 2     | 4     | 0     | 0     | 0     | 1.000    |
| 2018  | ロッテ | 8     | 8     | 0     | 0     | 0     | 1.000    |
| 通算  | 通算   | 15    | 15    | 0     | 0     | 0     | 1.000    |

- 各年度の太字はリーグ最高

### 記録
初記録
- 初出場：2006年5月11日、対阪神タイガース2回戦（阪神甲子園球場）、9回表にベニー・アグバヤニの代走で出場
- 初先発出場：2006年5月12日、対広島東洋カープ1回戦（千葉マリンスタジアム）、「9番・二塁手」で先発出場
- 初打席：同上、3回裏にマイク・ロマノから四球
- 初安打：2006年5月14日、対広島東洋カープ3回戦（千葉マリンスタジアム）、3回裏に黒田博樹から左翼線二塁打
- 初打点：2006年5月17日、対横浜ベイスターズ2回戦（横浜スタジアム）、3回表にジェイソン・ベバリンから左前適時打
- 初盗塁：2006年8月20日、対北海道日本ハムファイターズ15回戦（千葉マリンスタジアム）、3回裏に二盗（投手：金村曉、捕手：髙橋信二）
- 初本塁打：2007年6月19日、対読売ジャイアンツ3回戦（東京ドーム）、7回表に木佐貫洋から右越2ラン

### 背番号
- 32（2006年 - 2012年）
- 2（2013年 - 2018年）
- 70（2019年）
- 87（2020年 - ）

### 登場曲
- 「羞恥心」羞恥心（2008年）
- 「Day by Day」MEGARYU（2009年）
- 「ワンダフルデイズ」ONE☆DRAFT（2010年）
- 「ジェットコースターラブ」KARA（2011年）
- 「光り輝く明日へ」MASH（2011年）
- 「桜、咲き誇れ」Good Coming（2012年、2013年）
- 「できっこないを やらなくちゃ」サンボマスター（2014年 - 2018年）